# Hermann Densch

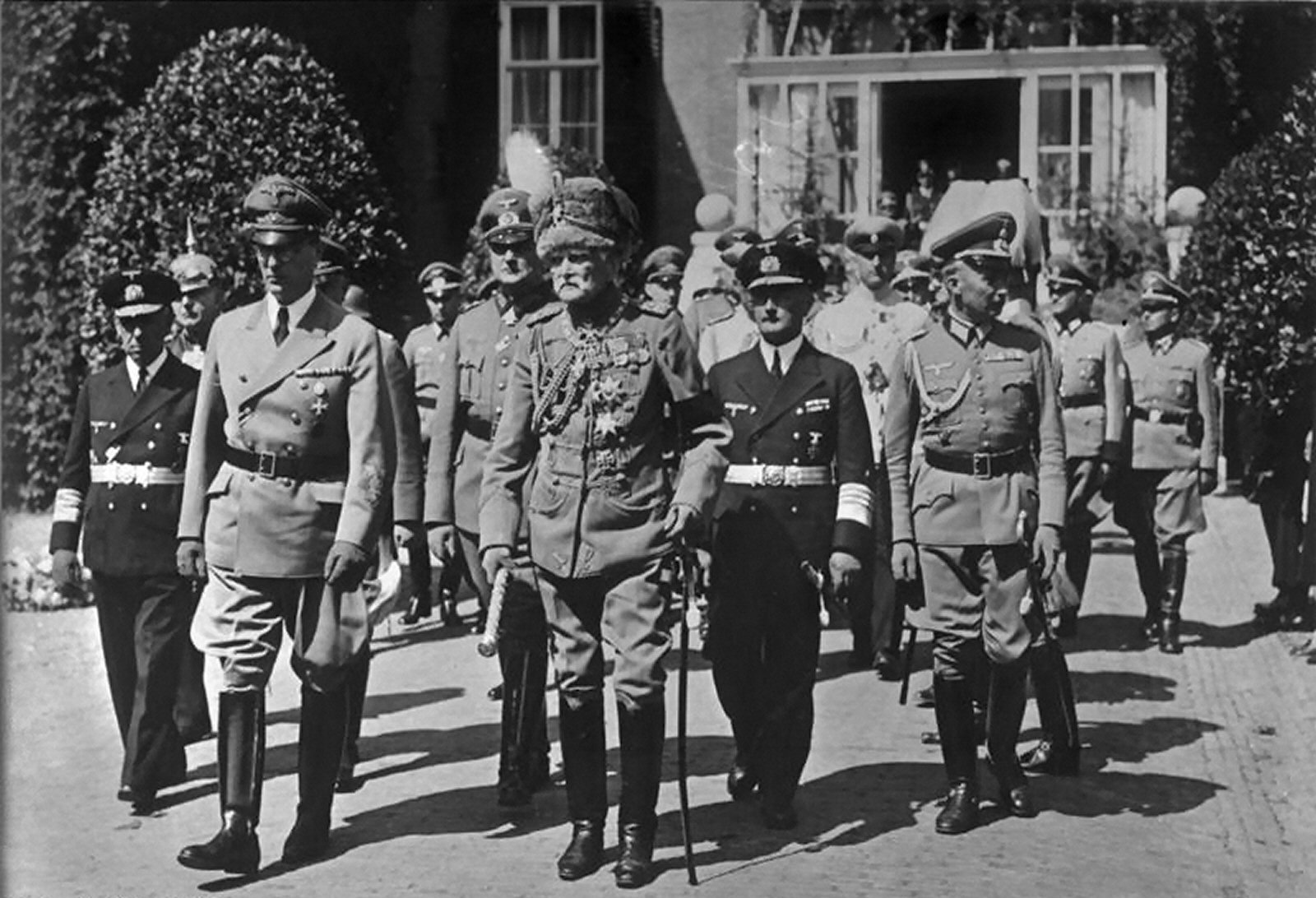
Admiral Hermann Densch links hinter Generalfeldmarschall August von Mackensen schreitend anlässlich der Trauerfeierlichkeiten Kaisers Wilhelm II. im Juni 1941.

Hermann Densch (* 15. Juni 1887 in Königsberg; † 24. August 1963 in Garmisch-Partenkirchen) war ein deutscher Admiral im Zweiten Weltkrieg.

## Leben

### Frühe Jahre
Densch trat am 1. April 1905 als Seekadett in die Kaiserliche Marine ein. Nach seiner Grundausbildung besuchte er ab April 1906 die Marineschule Mürwik, wo am 7. April des gleichen Jahres seine Beförderung zum Fähnrich zur See erfolgte. Nach weiteren Fähnrichskursen erfolgte bis September 1910 seine praktischen Bordausbildungen auf den Linienschiffen Kaiser Barbarossa und Hessen. Während dieser Zeit wurde Densch am 28. September 1908 zum Leutnant zur See befördert. Mitte September 1910 erfolgte seine Versetzung zur I. Torpedodivision nach Kiel, wo er als Kompanieoffizier am 5. September 1911 zum Oberleutnant zur See befördert wurde. Zugleich fungierte er ab Januar 1911 als Wachoffizier auf dem Torpedoboot G 136. Von Mitte Oktober 1913 bis zum Ausbruch des Ersten Weltkrieges diente er als Gerichtsoffizier bei seiner Division.

### Erster Weltkrieg
Mit der Mobilmachung wurde Densch kurzfristig Chef der Hafenflottille Helgoland und wirkte zugleich als Kommandant des Torpedodivisionsbootes D 7. Noch im August 1914 erfolgte seine Versetzung als Kommandant des Torpedobootes V 181 zur 15. Torpedoboots-Halbflottille, wo er Ende April 1916 zum Kapitänleutnant aufstieg. Am 27. März 1917 erfolgte seine Ernennung zum Chef der 1. Torpedoboots-Halbflottille beim Marinekorps Flandern. Für seine Verdienste während des Krieges wurde Densch mit dem Ritterkreuz des Königlichen Hausordens von Hohenzollern mit Schwertern, beiden Klassen des Eisernen Kreuzes, den Hanseatenkreuzen von Hamburg und Lübeck sowie mit dem Friedrich-August-Kreuz I. Klasse ausgezeichnet. Ab November 1918 stand Densch zur Verfügung der Inspektion des Torpedowesens und diente als Chef der 1. Ostsee-Minensuchhalbflottille.

### Reichsmarine

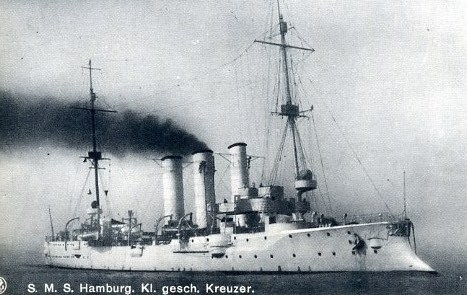
Die Hamburg auf der Densch von 1925 bis 1927 diente.

Am 10. September 1920 wurde Densch zum Chef der 1. Halbflottille ernannt und anschließend am 5. Oktober 1922 als Dezernent der Haushaltsabteilung in die Marineleitung versetzt. Am 1. Februar 1925 wurde er zum Korvettenkapitän befördert. Im September des gleichen Jahres erfolgte seine Versetzung als Erster Offizier auf den Kleinen Kreuzer Hamburg. Zeitweise er Densch zugleich von September 1925 bis Januar 1926 mit der Wahrnehmung der Geschäfte als Kommandant dieses Schiffes beauftragt.
Am 5. April 1927 wurde Densch zunächst zur Dienstleistung zur Marinestation der Ostsee kommandiert und am 23. Mai 1927 mit der Ernennung zum 1. Admiralstabsoffizier zum Stab der Marinestation versetzt. Im Juli/August 1927 sowie im Juli/August 1930 war er zugleich mit der Vertretung des Chefs des Stabes beauftragt. Seit Anfang Februar 1930 Fregattenkapitän, war Densch vom 27. September 1930 bis zum 25. September 1932 Kommandant der Königsberg und wurde am 27. September 1932 Chef des Stabes der Marineleitung (ab 11. Januar 1936 Oberkommando der Marine).

### Kriegsmarine und Zweiter Weltkrieg
Hier erfolgte am 1. Oktober 1932 seine Beförderung zum Kapitän zur See sowie am 1. April 1935 zum Konteradmiral. Im Oktober 1936 wurde Densch zum Vorsitzenden des Erprobungsausschusses für Schiffe bestimmt; eine Position die Densch bis Ende Januar 1937 ausfüllte. Im Folgemonat stieg er zum Chef des Erprobungskommandos für Kriegsschiffneubauten auf. Am 2. Oktober 1937 wurde Densch Befehlshaber der Aufklärungsstreitkräfte (B.d.A.), wo am 1. April 1938 die Beförderung zum Vizeadmiral erfolgte. Nach dem Beginn des Zweiten Weltkriegs gab er am 20. Oktober 1939 das Kommando an Günther Lütjens ab und stand kurzzeitig zur Verfügung des Oberbefehlshabers der Kriegsmarine. Am 29. November 1939 stieg Densch zum Kommandierenden Admiral der Marinestation der Nordsee auf, wo am Neujahrstag 1940 seine Beförderung zum Admiral erfolgte. Diese Stellung füllte Densch bis Ende Februar 1943 aus; danach trat er erneut in die Verfügung ein. Am 19. Februar 1943 war ihm das Deutsche Kreuz in Silber verliehen worden. Am 31. Mai 1943 wurde er aus dem Dienst verabschiedet und am Folgetag zur Verfügung gestellt.
Von Juli 1943 bis 21. April 1945 war Densch als Nachfolger von Walter Gladisch Reichskommissar am Oberprisenhof Berlin.